# 동진초등학교 (전북)
동진초등학교는 대한민국 전북특별자치도 부안군 동진면 봉황리에 있는 공립 초등학교이다.

## 학교 연혁
- 1930년 7월 1일 동진보통학교(4년제) 개교(설립인가 6월 23일)
- 1938년 4월 1일 동진공립학교로 개칭[1]
- 1939년 3월 31일 6년제로 개편[2]
- 1949년 12월 31일 동진국민학교로 명칭 변경[3]
- 1981년 3월 1일 병설유치원 개원
- 1996년 3월 1일 동진초등학교로 교명 개칭[4]
- 2000년 3월 1일 동성초등학교 통폐합
- 2004년 3월 1일 당오초등학교 통폐합
- 2019년 3월 1일 제29대 임현숙 교장 부임
- 2021년 2월 5일 제89회 졸업식(7,572명)
- 2021년 3월 1일 초등7학급(특수1), 유치원 1학급 편성

## 학교 상징
- 교화 - 목련 : 쌍떡잎식물 미나리아재비목 목련과의 낙엽교목으로 서식 장소는 숲속이다. 크기는 높이 10m 내외이며 꽃은 4월 중순부터 잎이 나기 전에 피는데, 지름 10cm 정도이고 꽃잎은 69개이다. 주로 관상용으로 심으며 한국(제주), 일본 등지에 분포한다.
- 교목 - 소나무 : 겉씨식물 구과목 소나무과의 상록침엽 교목으로 한국, 중국 북동부 우수리, 일본등지에 널리 분포한다. 크기는 높이 35m, 지름 1.8m 정도이다. 혹독한 기후나 척박한 토양의 악조건에서도 의연하게 푸르름을 잃지 않는 기개는 우리의 상징이다.
- 교조 - 까치 : 한자어로 작(鵲)이라 하며, 희작(喜鵲),신녀(신神女)라고도 하였다. 날개길이 19~22cm정도로 까마귀보다 조금 작은데, 꽁지가 길어서 26cm에 이른다. 유라시아대륙 중위도 지대의 전역, 북아프리카, 북아메리카의 서부 등지에 분포되어 있다.

## 참고 자료
- 동진초등학교 - 한국교육학술정보원 학교알리미